# 奥古斯丁·马拉尔

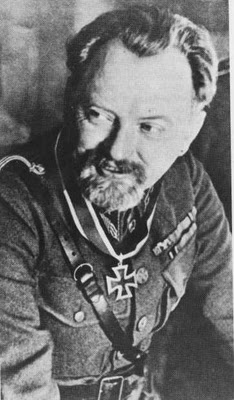
奥古斯丁·马拉尔

奥古斯丁·马拉尔（Augustín Malár，1894年7月18日－1945年2月28日）是第二次世界大战期间的一位斯洛伐克將軍。
斯洛伐克共和國在对苏宣战后将斯洛伐克远征军部署到苏德战争战场。马拉尔在1941至1942年间在蘇聯作戰。在此期间，他获颁騎士鐵十字勳章。
他后来担任斯洛伐克驻意大利和德国武官，又于1944年出任东斯洛伐克军司令，准备用于抵御苏军攻势，保卫斯洛伐克。
1944年8月29日，斯洛伐克民族起义爆发，马拉尔在次日的广播讲话中反对起义，规劝士兵们返回军营。
由于发表了将在未来对抗德国人的言论，马拉尔在返回斯洛伐克东部的普雷绍夫后被德方逮捕。他被关进德国境内的萨克森豪森集中营，在受审讯后死亡。